# Dale Dougherty
Dale Dougherty es un informático teórico y escritor nacido en 1955. Fue cofundador de O'Reilly Media. Es el autor del libro sed & awk de O'Reilly. En 2005 fundó la revista Make, también publicada por O'Reilly.

## Biografía

### O'Reilly
Es uno de los cofundadores (junto a Tim O'Reilly) de la editorial O'Reilly Media. Si bien no estaba en la compañía en sus primeras etapas como empresa consultora de documentación técnica, Dale fue decisivo en el desarrollo del negocio editorial de O'Reilly.
Es el autor del libro sed & awk de O'Reilly.

### GNN
En 1993, Dale Dougherty fundó GNN (Global Network Navigator, Navegador Global de Red), el primer portal web y el primer sitio en Internet sostenido por la publicidad.

### Web 2.0
Dougherty contribuyó a popularizar el término «web 2.0» en la Conferencia Web 2.0, a finales de 2004, aunque fue acuñado por Darcy DiNucci en 1999.

### Maker Media y movimientomaker
Dougherty es el director ejecutivo de Maker Media, una spin-off de O'Reilly Media. La empresa publica la revista Make, cuenta con un sitio de comercio electrónico (Makershed) y organiza eventos Maker Faire en varios países. Ha sido considerado el padre del movimiento maker.

## Obras
- sed & awk. O'Reilly. 1990.